# Neil Jordan
Neil Jordan, nascut el 25 de febrer de 1950 és un director de cinema irlandès i escriptor. Va rebre el Premi de l'Acadèmia (Oscar) per Joc de llàgrimes.

## Biografia
Jordan va néixer al Comtat de Sligo. Fou educat al St. Paul's College, Raheny i es va convertir al catolicisme. Va estudiar Història d'Irlanda i Literatura anglesa a la University College Dublin. Quan John Boorman estava filmant la pel·lícula Excalibur a Irlanda, el va reclutar com a guionista. Com a escriptor i director de cinema, Jordan té una obra idiosincràtica que va de la revisió del mite vampíric a Entrevista amb el vampir fins a la molt comercial No som àngels.
Les relacions sexuals no convencionals són un tema recurrent en la filmografia de Jordan, i sovint troba el costat que s'obre més enllà de l'estat normal de consciència, sovint recorrent a elements plàstics que porten a l'oníric. Les seves pel·lícules adopten un punt de vista totalment subjectiu al voltant d'un únic personatge protagonista. A més de les relacions sexuals no convencionals, les pel·lícules de Jordan tornen amb freqüència als problemes d'Irlanda del Nord, com ara Joc de llàgrimes i Esmorzar a Plutó.
Jordan té cinc fills: Anna i Sarah del seu matrimoni amb l'advocada Vivienne Shields; Dashiel i Daniel del seu matrimoni actual amb Brenda Rawn, i Ben, d'una relació amb l'arquitecta Mary Donohoe. El 1996, Neil Jordan va rebre l'honor de rebre l'Ordre des Arts et des Lettres francesa. Ha rebut molts doctorats honoris causa, sobretot pel Trinity College Dublin, University College Dublin i Queen's University Belfast. El 2018, ha donat els seus arxius a la Biblioteca Nacional d'Irlanda. La donació de Jordan incloïa guions de televisió i pel·lícules, arxius de producció, quaderns, storyboards i correspondència personal amb artistes i personatges polítics.

## Filmografia
- Angel (1982)
- En companyia de llops (The Company of Wolves) (1984)
- Mona Lisa (1986)
- L'hotel dels fantasmes (High Spirits) (1988)
- No som àngels (We're No Angels) (1989)
- Amor a una estranya (The Miracle) (1991)
- Joc de llàgrimes (1992)
- Entrevista amb el vampir (Interview with the Vampire: The Vampire Chronicles) (1994)
- Michael Collins (1996)
- The Butcher Boy (1997)
- El final de l'idil·li (The End of the Affair) (1999)
- En somnis (In dreams) (1999)
- Not I (2000)
- El bon lladre (The good thief) (2002)
- Esmorzar a Plutó (Breakfast on Pluto) (2005)
- L'estranya que hi ha en tu (The Brave One) (2007)
- Ondine (2009)
- The Borgias (sèrie TV) (2011–2013)
- Byzantium (2012)
- Greta (2018)
- Marlowe (2022)

## Nominacions i premis
| Any  | Premi                                                   | Categoria            | Pel·lícula                           | Resultat  |
| ---- | ------------------------------------------------------- | -------------------- | ------------------------------------ | --------- |
| 1984 | Festival Internacional de Cinema de Sitges              | Millor pel·lícula    | En companyia de llops                | Guanyador |
| 1987 | BAFTA                                                   | Millor director      | Mona Lisa                            | Nominat   |
| 1987 | BAFTA                                                   | Millor guió original | Mona Lisa                            | Nominat   |
| 1987 | Globus d'Or                                             | Millor guió          | Mona Lisa                            | Nominat   |
| 1993 | BAFTA                                                   | Millor director      | Joc de llàgrimes                     | Nominat   |
| 1993 | BAFTA                                                   | Millor guió original | Joc de llàgrimes                     | Nominat   |
| 1993 | Oscar                                                   | Millor guió original | Joc de llàgrimes                     | Guanyador |
| 1993 | Oscar                                                   | Millor director      | Joc de llàgrimes                     | Nominat   |
| 1995 | Academy of Science Fiction, Fantasy & Horror Films, USA | Millor director      | Entrevista amb el vampir             | Nominat   |
| 1998 | Berlinale                                               | Millor director      | The Butcher Boy (pel·lícula de 1997) | Guanyador |
| 2000 | BAFTA                                                   | Millor guió adaptat  | El final de l'idil·li                | Guanyador |
| 2000 | Globus d'Or                                             | Millor director      | El final de l'idil·li                | Nominat   |